# Funcions de pèrdua per a la classificació

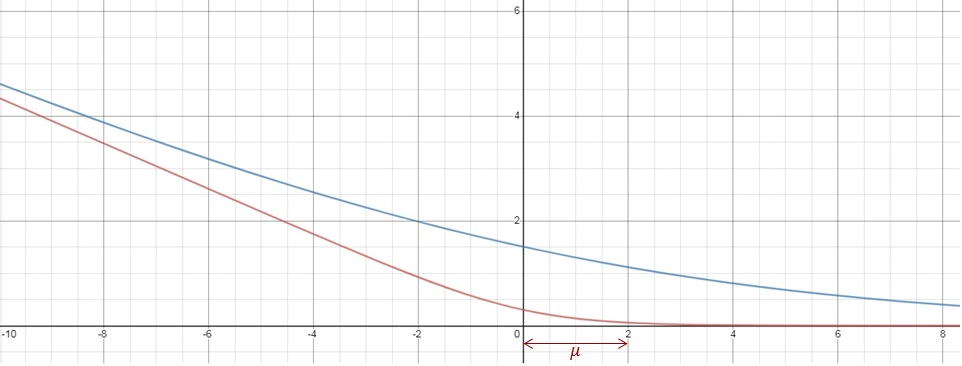
(Vermell) estàndard Pèrdua logística i (Blau) augment del marge Pèrdua logística (

En l'aprenentatge automàtic i l'optimització matemàtica, les funcions de pèrdua per a la classificació són funcions de pèrdua computacionalment factibles que representen el preu pagat per la imprecisió de les prediccions en problemes de classificació (problemes per identificar a quina categoria pertany una observació particular). Donat {\displaystyle {\mathcal {X}}} com l'espai de totes les entrades possibles (normalment {\displaystyle {\mathcal {X}}\subset \mathbb {R} ^{d}}), i {\displaystyle {\mathcal {Y}}=\{-1,1\}} com el conjunt d'etiquetes (sortides possibles), un objectiu típic dels algorismes de classificació és trobar una funció {\displaystyle f:{\mathcal {X}}\to {\mathcal {Y}}} que prediu millor una etiqueta {\displaystyle y} per a una entrada determinada {\displaystyle {\vec {x}}}. Tanmateix, a causa de la informació incompleta, el soroll en la mesura o els components probabilístics en el procés subjacent, és possible que el mateix {\displaystyle {\vec {x}}} per generar diferents {\displaystyle y}. Com a resultat, l'objectiu del problema d'aprenentatge és minimitzar la pèrdua esperada (també coneguda com a risc), definida com:
{\displaystyle I[f]=\displaystyle \int _{{\mathcal {X}}\times {\mathcal {Y}}}V(f({\vec {x}}),y)p({\vec {x}},y)\,d{\vec {x}}\,dy}
on {\displaystyle V(f({\vec {x}}),y)} és una funció de pèrdua donada, i {\displaystyle p({\vec {x}},y)} és la funció de densitat de probabilitat del procés que ha generat les dades, que de manera equivalent es pot escriure com:
{\displaystyle p({\vec {x}},y)=p(y\mid {\vec {x}})p({\vec {x}}).}
Dins de la classificació, diverses funcions de pèrdua d'ús habitual s'escriuen únicament en termes del producte de l'etiqueta veritable {\displaystyle y} i l'etiqueta prevista {\displaystyle f({\vec {x}})}. Per tant, es poden definir com a funcions d'una sola variable {\displaystyle \upsilon =yf({\vec {x}})}, i que {\displaystyle V(f({\vec {x}}),y)=\phi (yf({\vec {x}}))=\phi (\upsilon )} amb una funció adequadament escollida {\displaystyle \phi :\mathbb {R} \to \mathbb {R} }. Aquestes s'anomenen funcions de pèrdua basades en marges. Escollir una funció de pèrdua basada en el marge equival a triar {\displaystyle \phi }. La selecció d'una funció de pèrdua en aquest marc afecta l'òptima {\displaystyle f_{\phi }^{*}} que minimitza el risc esperat.
Exemples:
| Nom de la pèrdua | {\displaystyle \phi (v)}                           | {\displaystyle C(\eta )}                                                       | {\displaystyle f^{-1}(v)}                  |
| ---------------- | -------------------------------------------------- | ------------------------------------------------------------------------------ | ------------------------------------------ |
| Exponencial      | {\displaystyle e^{-v}}                             | {\displaystyle 2{\sqrt {\eta (1-\eta )}}}                                      | {\displaystyle {\frac {e^{2v}}{1+e^{2v}}}} |
| Logística        | {\displaystyle {\frac {1}{\log(2)}}\log(1+e^{-v})} | {\displaystyle {\frac {1}{\log(2)}}[-\eta \log(\eta )-(1-\eta )\log(1-\eta )]} | {\displaystyle {\frac {e^{v}}{1+e^{v}}}}   |
| Quadrat          | {\displaystyle (1-v)^{2}}                          | {\displaystyle 4\eta (1-\eta )}                                                | {\displaystyle {\frac {1}{2}}(v+1)}        |
| Salvatge         | {\displaystyle {\frac {1}{(1+e^{v})^{2}}}}         | {\displaystyle \eta (1-\eta )}                                                 | {\displaystyle {\frac {e^{v}}{1+e^{v}}}}   |
| Tangent          | {\displaystyle (2\arctan(v)-1)^{2}}                | {\displaystyle 4\eta (1-\eta )}                                                | {\displaystyle \arctan(v)+{\frac {1}{2}}}  |